# Eresus albopictus
Eresus albopictus is een spin uit de familie van de koepelspinnen (Eresidae). De wetenschappelijke naam van de soort werd in 1873 gepubliceerd door Eugène Simon. De spin komt voor in Marokko en Algerije.

## Beschrijving
Het vrouwtje is helemaal grijszwart met een oranje gloed op de kop. Het mannetje is veel bonter gekleurd, heeft zwart met witte poten en twee paar oranjebruine achterpoten. Het kopborststuk is met oranje omgeven en het achterlijf heeft een oranje bladvormige tekening. Het mannetje heeft ook een beige 'masker'.
De spin wordt wel gehouden in terraria.